# Plandi (Wonosari)
Plandi is een bestuurslaag in het regentschap Malang van de provincie Oost-Java, Indonesië. Plandi telt 4169 inwoners (volkstelling 2010).